# ファイズホールディングス
ファイズホールディングス株式会社（PHYZ Holdings Inc.）は、大阪府大阪市に本社を置く物流企業。AZ-COM丸和ホールディングスの連結子会社。

## 概要
前身は株式会社ヴィ企画3PL事業部。その後、ヴィ企画3PL事業部の成長性が高いため、機動的な経営判断が必要となり、2013年10月に株式会社ファイズを設立してECソリューションサービスを開始した。その後、2014年2月にヴィ企画からロジスティクスサービス事業を譲受した他、同年5月にはヴィ企画とヴィプランニングから大手EC会社を顧客とするオペレーションサービス事業を譲受した。
2019年10月に持株会社制へ移行し、同時に商号をファイズホールディングス株式会社へ変更した。ファイズが手掛けていた各種物流事業は子会社へ移管され、以降の運送業務や倉庫業務は子会社によって行われている。
2022年2月18日に丸和運輸機関と資本業務提携を締結。同年3月22日に丸和運輸機関による株式公開買付けが成立。ファイズホールディングスは同年3月29日付で丸和運輸機関（2022年10月以降はAZ-COM丸和ホールディングス）の連結子会社となった。

## 沿革
- 2013年10月 - 株式会社ファイズとして設立。
- 2014年
  - 2月 - ヴィ企画からロジスティクスサービス事業を譲受。
  - 5月 - ヴィ企画とヴィプランニングから大手EC会社を顧客とするオペレーションサービス事業を譲受。
- 2015年5月 - デリバリーサービス事業を開始。
- 2017年3月 - 東京証券取引所マザーズへ株式を上場。
- 2018年12月 - 東京証券取引所第一部へ市場変更。
- 2019年10月 - 持株会社制へ移行。商号をファイズホールディングス株式会社へ変更。オペレーションサービス事業をファイズトランスポートサービス株式会社へ移管[6]。
- 2020年
  - 2月 - ロジスティクスサービス事業とデリバリーサービス事業をファイズトランスポートサービスへ移管[7]。
  - 7月 - 株式会社中央運輸を子会社化。
- 2021年4月 - ブリリアントトランスポート株式会社を子会社化。
- 2022年
  - 2月 - 丸和運輸機関（後のAZ-COM丸和ホールディングス）と資本業務提携を締結。
  - 3月 - 株式公開買付けにより丸和運輸機関の連結子会社となる。
- 2023年10月 - 東京証券取引所スタンダード市場へ市場変更[8]。子会社のファイズトランスポートサービスが中央運輸を吸収合併[9]。

## 子会社
- ファイズトランスポートサービス株式会社
- ファイズオペレーションズ株式会社
- ブリリアントトランスポート株式会社
- 日本システムクリエイト株式会社